# Bellflower (California)
Bellflower, fundada en 1961, es una ciudad ubicada en el condado de Los Ángeles en el estado estadounidense de California. En el año 2020 tenía una población de 79.190 habitantes y una densidad poblacional de 4.998,23 personas por km².

## Geografía
Bellflower se encuentra ubicada en las coordenadas 33°53′19″N 118°07′39″O / 33.88865, -118.127604. Según la Oficina del Censo, la ciudad tiene un área total de 15,9 km² (6,1 mi²), de la cual 15,7 km² (6,1 mi²) es tierra y 0,2 km² (0,1 mi²) (1.14%) es agua.

### Localidades adyacentes
El siguiente diagrama muestra a las localidades en un radio de 8 kilómetros (5 mi) de.

## Demografía
Según la Oficina del Censo en 2000 los ingresos medios por hogar en la localidad eran de $39,362, y los ingresos medios por familia eran $42,822. Los hombres tenían unos ingresos medios de $32,658 frente a los $28,012 para las mujeres. La renta per cápita para la localidad era de $15,982. Alrededor del 15.8% de la población estaban por debajo del umbral de pobreza.

## Educación
El Distrito Escolar Unificado de Bellflower gestiona escuelas públicas.

## Ciudades hermanadas
- Los Mochis  México[cita requerida]